# Smaug warreni
Smaug warreni là một loài thằn lằn trong họ Cordylidae. Loài này được Boulenger mô tả khoa học đầu tiên năm 1908.

## Hình ảnh

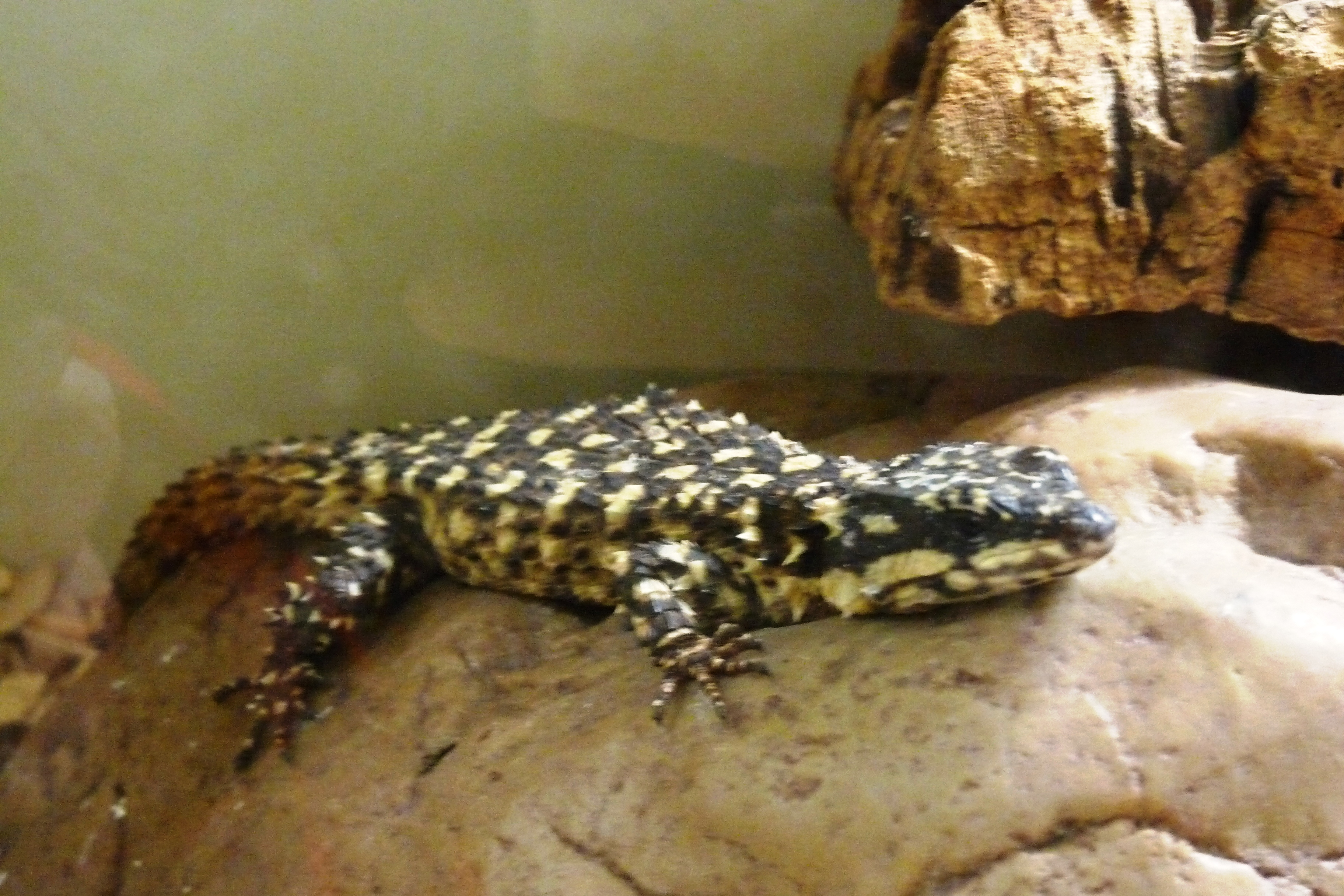